# Calcas

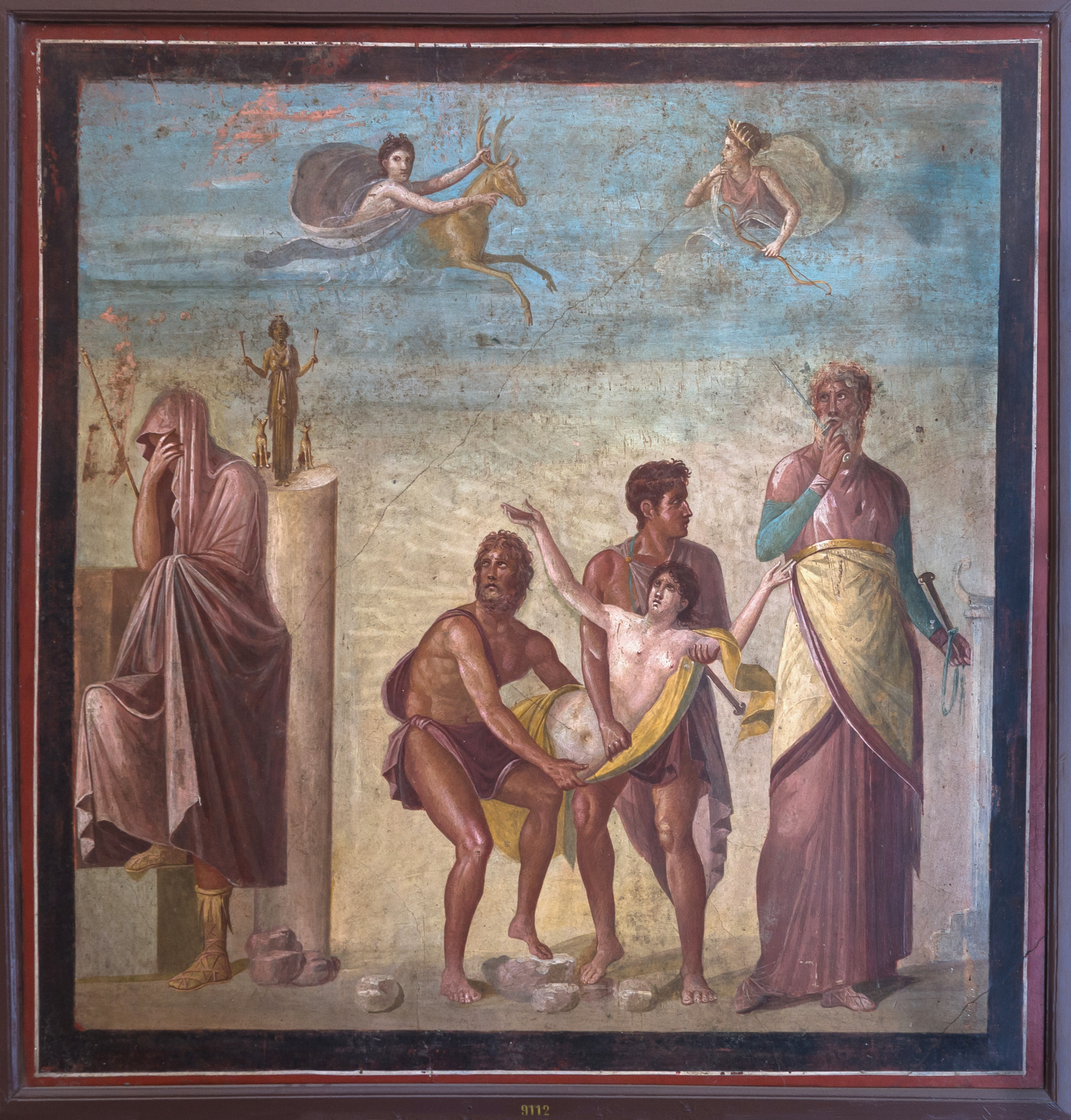
Fresco procedente de Pompeya. Es copia de memoria de una pintura de Timantes. Odiseo y Diomedes traen a Ifigenia ante Calcas. A la izquierda, junto a una estatuilla de Artemisa, Agamenón llora impotente.

Calcas o Calcante (en griego antiguo, Κάλχας, Cálkhas) fue uno de los más célebres adivinos  de la mitología griega, y actuó como profeta en la guerra de Troya. Era natural de Mégara o de Micenas, hijo de Téstor y nieto del dios Apolo, quien le dio el don de la profecía. Su madre era una tal Polimela.
Profetizó que era necesaria la presencia de Aquiles para obtener la victoria griega en la Guerra de Troya cuando este solo tenía nueve años. También consideró necesaria la presencia de Filoctetes. Además predijo que la guerra de Troya duraría diez años, y aseguró a Agamenón que la única forma de apaciguar a Artemisa y obtener vientos favorables era sacrificar a su hija Ifigenia, para que la diosa dejara de retener a la flota griega en el puerto de Áulide.
En el décimo año de la campaña, reveló que el favor de Apolo solo se conseguiría con la devolución de la cautiva Criseida a su padre, que era sacerdote del dios protector de los troyanos. Esta devolución causó la disputa entre Agamenón y Aquiles por otra cautiva: Briseida.
Calcas aconsejó también la construcción del caballo de Troya, según algunas versiones, aunque otras lo atribuyen a Odiseo. Predijo el azaroso regreso de los vencedores, y no se embarcó con ellos. En vez de partir con la flota aquea, se trasladó a Colofón, ciudad del Asia Menor, o al cercano santuario de Claros, donde tuvo una competencia contra otro adivino, Mopso, nieto materno de Tiresias. Tras ser vencido por Mopso, murió de sufrimiento por haber hallado un adivino mejor que él. Otra versión acerca de su final dice que un adivino profetizó la fecha de su muerte. Cuando llegó el día señalado, Calcas vio que la predicción no se materializaba y le entró un fuerte ataque de risa que provocó que muriera asfixiado.